# Jehoshua Rozenman
Jehoshua Rozenman (יהושע רוזנמן, sinh ngày 21 tháng 6 năm 1955 tại Tel Aviv, Israel) là một nhà điêu khắc người Hà Lan/Israel.
Rozenman chuyển đến Hà Lan vào năm 1979 khi anh được nhận làm sinh viên của trường Rijksacademie voor Beeldende Kunsten (Học viện Nghệ thuật Quốc gia) tại Amsterdam. Ông tốt nghiệp năm 1984, và trở thành công dân Hà Lan và sau đó ở lại Hà Lan. Rozenman làm việc sáu năm ở New York và Amsterdam bắt đầu từ năm 2007. Rozenman chuyển đến Berlin, Đức vào năm 2013. Rozenman chia thời gian sống và đi lại giữa Đức và Hà Lan. Năm 2006, ông kết hôn với đảng Dân chủ 66 Hà Lan chính khách và nhà hoạt động nhân quyền, ông Boris Dittrich.

## Mô tả các tác phẩm điêu khắc của ông
Làm việc với thủy tinh như một vật liệu mê hoặc Rozenman. Thủy tinh dễ vỡ và dễ bị tổn thương, nhưng đồng thời nó là vĩnh cửu. Thủy tinh có thể rõ ràng hoặc không trong mờ như gốm, và dễ vỡ, hoặc ngược lại, cứng và không thể phá vỡ. Phương pháp làm việc với thủy tinh của Rozenman giống như của thợ rèn, cách anh ta nung chảy một cục thủy tinh trong lò của mình, và sau đó biến thủy tinh thành những hình dạng trừu tượng. Các tác phẩm điêu khắc của Rozenman nhắc nhở khách hàng của các cấu trúc kiến trúc nhỏ, tàn dư của một tòa nhà công nghiệp đang phân hủy; động cơ và máy móc bị rỉ sét qua thời gian vô tận, hoặc các sinh vật thời tiền sử hóa thạch trong một mảnh hổ phách; phần còn lại của một thế giới đã không còn tồn tại hàng ngàn năm trước. Các tác phẩm điêu khắc tạo ấn tượng mạnh mẽ, đe dọa, nhưng đồng thời chúng rất mơ hồ, bởi vì sự phân rã và bản chất nhất thời của đối tượng là những chủ đề được tái diễn trong tác phẩm của ông. Tác phẩm điêu khắc của Rozenman là những vật thể có tinh chất tồn tại trong quá khứ, nhưng dường như chúng không có chức năng hiện tại. Những gì còn lại là sự tinh khiết và vẻ đẹp một cách độc đáo.